# John Anderskow
John Robert Anderskow (19. marts 1927 i Stige – oktober 2002) var en fynsk maler og grafiker. Han blev uddannet på Kunstakademiet i 1950'erne og var medlem af Kunstnersammenslutningernes Den Fynske Forårsudstilling og Sydfynske Kunstnere Svendborg. Hans indtryk fra naturen i Norge, hvor han boede i flere år, går igen i mange af hans malerier og træsnit.
I starten af 1900-tallet var begrebet Den fynske Skole knyttet til kredsen af fynbomalerne, hvor de mest fremtrædende var Johannes Larsen, Peter Hansen, Fritz Syberg og Knud Aage Larsen. En række malere videreførte grundtoner fra de nævnte malere fra 1950'erne og frem, herunder John Anderskow, William Hansen og Svend Saabye.

## Udstillinger
- Kunstnernes Efterårsudstilling 1948-1949
- kunstforeningen, Oslo
- Jønkøbing Kunstforening
- Fyns Kunst
- Kunstnernes Sommerudstilling
- Kunstnernes Påskeudstilling, Århus
- Charlottenborg
- Sydfynske Kunstnere
- Vestsjællands censurerede udstilling